# Brian Hartline
Brian Jack Hartline (* 22. November 1986 in Canton, Ohio) ist ein ehemaliger US-amerikanischer American-Football-Spieler auf der Position des Wide Receivers. Er spielte für die Miami Dolphins und die Cleveland Browns in der National Football League (NFL). Seit seinem Rücktritt als Aktiver ist er als Assistenztrainer im College Football tätig.

## College
Hartline besuchte die Ohio State University und spielte für deren Mannschaft, die Buckeyes, zwischen 2006 und 2008 äußerst erfolgreich College Football. Er gewann mit seinem Team dreimal den Titel in der Big Ten Conference, wobei er insgesamt 13 Touchdowns erzielen konnte.

## NFL

### Miami Dolphins
Er wurde beim NFL Draft 2009 in der 4. Runde als insgesamt 108. Spieler von den Miami Dolphins ausgewählt. Bereits in seiner Rookie-Saison kam er in jedem Spiel zum Einsatz und konnte 4 Touchdowns erzielen.
In den folgenden Saisonen erwies er sich als wichtiger und verlässlicher Spieler in der Offense der Dolphins. In den Spielzeiten 2012 und 2013 konnte er jeweils mehr als 1000 Yards erlaufen. 2012 stellte er gegen die Arizona Cardinals mit 253 erlaufenen Yards in einem Spiel einen neuen diesbezüglichen Franchise-Rekord auf.

### Cleveland Browns
2015 wechselte er zu den Cleveland Browns. In seiner ersten Saison in Cleveland kam er in 12 Spielen zum Einsatz und erzielte 2 Touchdowns.
Am 23. Mai 2016 wurde Hartline von den Browns, die im NFL Draft 2016 vier Receiver ausgewählt hatten, entlassen.

## Trainerlaufbahn
2017 begann er als Mitarbeiter im Trainerstab an seiner alten Universität. Seit Ende 2018 war er für das Wide Receiver Training der Buckeyes verantwortlich. Seit 2023 ist er Offensive Coordinator.